# Julio Montero
Julio Montero Castillo (Montevideo, 25 april 1944) is een voormalig  profvoetballer uit Uruguay. Als centrale verdediger speelde hij clubvoetbal in Uruguay, Argentinië en Spanje. Montero beëindigde zijn actieve carrière in 1978 bij Club Nacional, met wie hij zesmaal landskampioen werd. Zijn zoon Paolo Montero speelde ook profvoetbal en drong eveneens door tot de Uruguayaanse nationale ploeg.

## Interlandcarrière
Montero maakte zijn debuut voor Uruguay op 4 januari 1967 in de vriendschappelijke thuiswedstrijd tegen Roemenië (1-1). Hij won met Uruguay de strijd om de 1967 in 1967, en nam met zijn vaderland tweemaal deel aan de WK-eindronde: 1970 en 1974. Bij dat laatste toernooi kreeg hij de eerste rode kaart uit de geschiedenis van het WK voetbal. Dat gebeurde op 15 juni 1974 in de bikkelharde groepswedstrijd tussen Uruguay en Nederland. Scheidsrechter Károly Palotai bestrafte Montero voor een harde overtreding op Rob Rensenbrink. Montero speelde in totaal 43 interlands gedurende zijn carrière en scoorde één keer voor de nationale ploeg.

## Erelijst
Club Nacional
- Uruguayaans landskampioen

1966, 1969, 1970, 1971, 1972, 1977
- Copa Libertadores

1971
- Copa Intercontinental

1971
- Copa Interamericana

1972
 Uruguay
- Copa América

1967